# Arkys soosi
Arkys soosi är en spindelart som först beskrevs av Balogh 1982.  Arkys soosi ingår i släktet Arkys och familjen hjulspindlar. Inga underarter finns listade i Catalogue of Life.